# Gaztelu Berria (Bajona)
Novi dvorac (baskijski:Gaztelu Berria, francuski:Château Neuf) je dvorac u Bajoni, glavnom gradu Lapurdije, u sjevernoj Baskiji.
Izgradili su ga Englezi u 13. stoljeću a obnovili Francuzi u 14. stoljeću po odredbi kralja Karla VII.